# گرازی (سیرجان)
گرازی یک روستا در ایران است که در دهستان چهارگنبد شهرستان سیرجان واقع شده‌است. گرازی ۹۱ نفر جمعیت دارد.